# Giuseppe Battaglini
Giuseppe Battaglini (Nápoles, 11 de janeiro de 1826 – Nápoles, 29 de abril de 1894) foi um matemático italiano.
Estudou matemática na Scuola d'Applicazione di Ponti e Strade de Nápoles. Em 1860 foi indicado professor de geometria superiore na Universidade de Nápoles Federico II. Alfredo Capelli e Giovanni Frattini foram seus alunos.